# Конан III (герцог Бретани)
Конан III Толстый (брет. Konan III, фр. Conan III le Gros; 1095 — 17 сентября 1148) — герцог Бретани, граф Ренна и граф Нанта с 1112 года. Сын Алена IV, герцога Бретани, и Ирменгарды Анжуйской.

## Биография
Незадолго до начала своего правления Конан III женился на Матильде, внебрачной дочери короля Англии Генриха I Боклерка, для того, чтобы тот помог ему в борьбе с королём Франции Людовиком VI.
В 1112 году герцог Ален IV отрекся от престола в пользу сына Конана, вступившего ещё ранее в дела герцогства. Также Конан мог рассчитывать на помощь от своей матери Ирменгарды, которая удачно управляла герцогством во время участия мужа в Первом крестовом походе.
Конан попытался уменьшить права своих вассалов отменой перехода к феодалам затонувших кораблей, выброшенных на берег, и ограничением прав в дворянских поместьях. Эти реформы стали возможны благодаря сильной поддержке Церкви.
На смертном одре в 1148 году он отрекся от сына Хоэля на том основании, что отрицал своё отцовство над ним. Затем он сделал наследником своего внука Конана IV, назначив ему наместником Эда II де Пороэт, второго мужа Берты. Это отречение сыграло роль в дальнейшей истории герцогства Бретань.

## Брак и дети
Жена: с 1112 или ранее Матильда Фицрой (ум. после 1128), внебрачная дочь Генриха I, короля Англии. Дети:
- Хоэль III (ум. 1156) — титулярный герцог Бретани с 1148
- Берта (ум. 1158/1164); 1-й муж с ок. 1137 — Ален Чёрный (ок. 1107 — 15 сентября 1146), граф Ричмонд; 2-й муж с 1148 или ранее — Эд II де Пороэт (ум. 1170), виконт де Пороэт, регент и герцог Бретани
- Констанция (ум. 1148); муж — Жоффруа III (ум. 18 февраля или 15 июля 1169), сеньор дю Мэн

Коанан III также имел двух внебрачных детей:
- Эмори (ум. после 1137)
- Ги (ум. после 1154)